# OBA live
OBA Live is een Nederlands praatprogramma. Het programma richt zich op actuele maatschappelijke en culturele thema's, en wordt opgenomen in de centrale vestiging van de Openbare Bibliotheek Amsterdam aan het Oosterdok. Sinds 2023 wordt het geproduceerd door de lokale Amsterdamse televisiezender AT5, in samenwerking met de OBA. Tot en met 2015 was het programma te beluisteren via NPO Radio 5. Tot 2008 werd het programma onder de namen Desmet live en 747Live uitgezonden vanuit het Amsterdamse café Desmet en het Rotterdamse restaurant Blits.

## Geschiedenis
Op radiozender 747 AM begon het programma op 5 januari 2004 onder de naam Desmet Live, in een samenwerking tussen de Humanistische Omroep, de IKON en Teleac/NOT. In het programma werden gesprekken met bekende gasten werden afgewisseld met livemuziek, vanuit café Desmet in Amsterdam. Het programma werd elke werkdag van 14.00 uur tot 16.00 uur uitgezonden. In deze samenstelling verzorgde Teleac/NOT de maandag en woensdag, de Humanistische Omroep de dinsdag en vrijdag, en de IKON de donderdag. Desmet Live was de opvolger van het wekelijkse programma Dinsdag Desmet, dat tot het eind van 2003 werd uitgezonden door de Humanistische Omroep.
Op 2 september 2005 ging Desmet Live verder als 747Live, en werden de uitzendingen van Teleac/NOT overgenomen door de nieuwe omroep LLiNK. De uitzendingen waar LLiNK voor verantwoordelijk was, kwamen niet vanuit café Desmet, maar vanuit het Rotterdamse restaurant Blits.
Vanaf 4 september 2006 werden ook de LLiNK-uitzendingen gedaan vanuit café Desmet, en werd het programma terughernoemd naar Desmet Live. Ook het tijdstip werd gewijzigd, vanaf nu werd het programma uitgezonden van 18.00 uur tot 19.45 uur. Het eerste uur stond hierbij in het teken van kunst en cultuur, het tweede in politiek en maatschappij. In deze periode werd het programma gepresenteerd door Pieter Hilhorst, Theodor Holman, Dieuwertje Blok, Francisco van Jole en Mieke Spaans. In augustus 2007 werd het programma een week lang verzorgd door de Joodse Omroep. Vanaf september dat jaar werden de dinsdaguitzendingen van de Humanistische Omroep overgenomen door LLiNK.
Op 1 september 2008 verhuisde het programma van café Desmet naar de nieuwe vestiging van de Openbare Bibliotheek Amsterdam (OBA) op het Oosterdokseiland. Hiermee werd het programma hernoemd naar OBA Live. Alle afleveringen werden live uitgezonden vanuit de OBA en waren vrij toegankelijk voor het publiek. Ook kregen de Nederlandse Islamitische Omroep (NIO) en de Nederlandse Moslim Omroep (NMO) een gezamenlijke uitzenddag, waardoor LLiNK een dag terugging. In 2010 verlieten de NMO, de NIO en LLiNK het publieke bestel, waardoor alleen HUMAN en de IKON het programma bleven verzorgen. Vanaf 2009 werd het programma ook op thema-tv-zender Spirit 24 uitgezonden, vanaf 2010 ook op lokale tv-zender SALTO1.
Vanaf 2011 werd de dinsdaguitzending gemaakt door de NTR, gepresenteerd door Naeeda Aurangzeb. Op woensdag en vrijdag werd het programma gepresenteerd door Theodor Holman voor de Humanistische Omroep, en op donderdag door de IKON met als presentatrice Henriëtte Smit. De zendtijd van de NTR werd vanaf januari 2014 overgenomen door de Boeddhistische Omroep Stichting (BOS), met Bettine Vriesekoop als presentator. De uitzending van maandag had een filosofische inslag en werd gemaakt door HUMAN in samenwerking met de VPRO, met Wim Brands als presentator.
Tot 1 januari 2016 was OBA Live op werkdagen van 19.00 tot 20.00 te beluisteren op NPO Radio 5. Vanaf 1 januari 2016 werden afleveringen niet meer uitgezonden nadat het verbond met de publieke omroep werd verbroken. De Openbare Bibliotheek Amsterdam ging echter door met het programma als podcast, waarbij Theodor Holman de presentatie op zich nam. In deze vorm werd het programma één keer per drie weken gemaakt. Op 5 maart 2020, vlak voor de ingang van de coronamaatregelen, werd de laatste uitzending in deze vorm gemaakt.
Op 24 mei 2023 werd er een herstart gemaakt met het programma, dat ditmaal wordt geproduceerd door AT5. Bij deze zender wordt OBA Live eens per twee weken gemaakt.

## Productie en samenwerking
Sinds de herstart van OBA Live in 2023 wordt het programma geproduceerd door AT5 in samenwerking met de OBA. De samenwerking benadrukt de rol van de OBA als een plek voor kennisdeling, debat en ontmoeting.

## Presentatie
OBA Live wordt afwisselend gepresenteerd door verschillende presentatoren, onder wie Kiki Bosman, Samuel van den Broek, Fabiënne Mucuk, Jihad Alariachi en Cenk Karakaya.

## Opnames en uitzendingen
De opnames van OBA Live vinden één keer per twee weken plaats op donderdag. De afleveringen worden vervolgens uitgezonden op AT5, waar ze verschillende keren worden herhaald. Daarnaast zijn de afleveringen online terug te kijken via de websites van AT5 en de OBA. 

## Inhoud
Een vast onderdeel van iedere aflevering is het item 'Ondertussen in je stad'. In dit segment worden drie korte items getoond die zijn gemaakt door de redactie van AT5. Deze items, die in de twee weken voorafgaand aan de uitzending zijn geproduceerd, belichten opvallende, leuke of spraakmakende gebeurtenissen in Amsterdam.